# South Windsor, New South Wales
South Windsor är en del av en befolkad plats i Australien. Den ligger i kommunen Hawkesbury och delstaten New South Wales, i den sydöstra delen av landet, omkring 46 kilometer nordväst om delstatshuvudstaden Sydney. Antalet invånare är 5 879.
Runt South Windsor är det tätbefolkat, med 343 invånare per kvadratkilometer.. Närmaste större samhälle är Quakers Hill, omkring 15 kilometer sydost om South Windsor.
Trakten runt South Windsor består till största delen av jordbruksmark. Genomsnittlig årsnederbörd är 1 267 millimeter. Den regnigaste månaden är februari, med i genomsnitt 216 mm nederbörd, och den torraste är juli, med 25 mm nederbörd.